# FIFA 23
FIFA 23 — компьютерная игра в жанре спортивного симулятора, 30-я в серии FIFA, разработанная компанией EA Vancouver под издательством Electronic Arts. Видеоигра вышла на PC,  PlayStation 4, PlayStation 5, Xbox One, Xbox Series X/S и Nintendo Switch 30 сентября 2022 года.
FIFA 23 является заключительной игрой в серии, разработанной Electronics Arts. В 2022 году EA и FIFA объявили о завершении сотрудничества, следующий футбольный симулятор от EA носит название EA Sports FC.

## Особенности игры

### Геймплей
Впервые будет произведён ребрендинг движка HyperMotion Technology на Hypermotion Technology 2. В нём была добавлена система захвата матчей, с машинным обучением на реальных футбольных матчах для создания более 6000 внутриигровых эффектов. «Технический дриблинг» использует так называемую систему «Активное касание», чтобы улучшить путь футболиста к мячу, а также повороты и дриблинг игрока с большей отзывчивостью.

### Новые лиги и кубки
Впервые в игре будет представлен женский клубный футбол. Он будет состоять из 2 лиг: Англия, Франция. Позже присоединилась к составу женских лиг и NWSL (США). Официально прекращено сотрудничество с Liga BBVA MX (Мексика) и J1 League (Япония). Обе эти лиги перейдут к конкуренту — Konami. В качестве бесплатного дополнения после релиза игры будут добавлены два кубка мира — мужской и женский.

#### Мужские чемпионаты
| Страна                 | Лига                                                          |
| ---------------------- | ------------------------------------------------------------- |
| Австралия              | А-Лига                                                        |
| Индия                  | Ай-Лига                                                       |
| Китай                  | Суперлига                                                     |
| Республика Корея       | Кей-Лига 1                                                    |
| Саудовская Аравия      | Про-Лига                                                      |
| США/ Канада            | МЛС                                                           |
| Аргентина              | Примера                                                       |
| Австрия                | Бундеслига                                                    |
| Англия Уэльс           | - Английская Премьер-лига - Чемпионшип-лига - Лига 1 - Лига 2 |
| Бельгия                | Лига Жюпилер Про                                              |
| Германия               | - Бундеслига - Бундеслига 2 - Третья Лига                     |
| Дания                  | Суперлига                                                     |
| Ирландия               | Высшая лига                                                   |
| Испания                | - Примера - Сегунда                                           |
| Италия                 | - Серия А - Серия Б                                           |
| Нидерланды             | Эредивизи                                                     |
| Норвегия               | Элитсерия                                                     |
| Польша                 | Экстракласса                                                  |
| Португалия             | Примейра                                                      |
| Румыния                | Лига 1                                                        |
| Турция                 | Суперлига                                                     |
| Франция/ Монако        | - Лига 1 - Лига 2                                             |
| Швейцария/ Лихтенштейн | Суперлига                                                     |
| Швеция                 | Аллсвенскан                                                   |
| Шотландия              | Премьершип                                                    |

#### Мужские команды из остального мира
| Клуб                                          | Лига                    |
| --------------------------------------------- | ----------------------- |
| Рексем                                        | Национальная лига       |
| Атлетико Насьональ                            | BetPlay Dimayor Лига    |
| Аль-Айн                                       | Arabian Gulf Лига       |
| Ференцварош                                   | ОТП Банк Лига           |
| АЕК Афины Панатинаикос ПАОК                   | Греческая Суперлига     |
| АПОЭЛ                                         | Первый Дивизион Кипра   |
| Динамо Киев Шахтёр                            | Украинская Премьер-Лига |
| ХИК                                           | Вейккауслига            |
| Динамо Загреб Хайдук                          | Первая хорватская лига  |
| Виктория Пльзень Славия Прага Спарта Прага    | Фортуна Лига            |
| Кайзер Чифс Орландо Пайретс Мамелоди Сандаунз | ABSA Премьершип         |

#### Женские чемпионаты
| Страна  | Лига                                 |
| ------- | ------------------------------------ |
| Англия  | Суперлига                            |
| Франция | Первый дивизион                      |
| США     | Национальная женская футбольная лига |

Женские команды из остального мира
| Страна   | Лига                                       | Команды                       |
| -------- | ------------------------------------------ | ----------------------------- |
| Германия | Чемпионат Германии по футболу среди женщин | Айнтрахт Франкфурт Вольфсбург |
| Испания  | Чемпионат Испании по футболу среди женщин  | Реал Мадрид                   |
| Италия   | Чемпионат Италии по футболу среди женщин   | Ювентус                       |

## Разработка
Игра была анонсирована 20 июля 2022 года в виде трейлера. На обложке игры изображены футболист PSG Килиан Мбаппе и футболистка Челси Сэм Керр.